# Ungarische Badminton-Mannschaftsmeisterschaft 1995
Die Ungarische Badminton-Mannschaftsmeisterschaft 1995 war die 27. Auflage des Teamwettstreits in Ungarn. Es wurde ein Wettbewerb für gemischte Mannschaften ausgetragen. Meister wurde das Team von Debreceni Kinizsi.

## Endstand
| Platz | Mannschaft |
| ----- | --- |
| 1.    | Debreceni Kinizsi (Richárd Bánhidi, Ákos Károlyi, Attila Karika, Zoltán Kiss, Hu Tan, Tamás Hódos, Gyula Szőke, Gábor Papp, Adrienn Kocsis, Csilla Fórián, Kinga Karácsony, Szilvia Benczik, Zita Batár) |
| 2.    | Honvéd Zrínyi SE |
| 3.    | III. ker. TVE-Rosco SE |
| 4.    | OSC Tollaslabda Szakosztálya |
| 5.    | Nyíregyházi VSC |
| 6.    | BEAC |
| 7.    | Honvéd Budai SE |
| 8.    | Gyöngyösoroszi SK |